# Venice Baroque Orchestra
La Venice Baroque Orchestra è un ensemble musicale italiano specializzato nella esecuzione di musica barocca, specialmente di autori italiani, su strumenti d'epoca.

## Il gruppo
Il gruppo venne costituito a Venezia nel 1997 da Andrea Marcon in collaborazione con la Scuola musicale di San Rocco, antica istituzione musicale che risale ai tempi della scuola veneziana.
L'ensemble, con organico variabile in funzione del repertorio da eseguire, suona su strumenti d'epoca o su copie moderne degli stessi. Nel giro di pochi anni ha saputo conquistare il favore del pubblico nazionale ed internazionale tanto da conquistare numerosi premi fra i quali Diapason d'Or ed Echo Awards..
L'orchestra viene regolarmente invitata ai più importanti Festival di musica barocca e compie lunghe tournée annuali in tutto il mondo. Ha tenuto concerti, oltre che in Italia, in Germania, Francia, Paesi Bassi, Austria, Gran Bretagna, Spagna, Portogallo, Corea del Sud, Giappone, Stati Uniti, Sud America ed in moltissimi altri paesi del mondo.
Ha inciso inizialmente per l'etichetta discografica Sony Classical e quindi per la Archiv Produktion.
L'orchestra ha svolto un intenso lavoro di ricerca sulle opere dei compositori barocchi italiani presentando diverse riedizioni di opere fra le quali si ricorda l'oratorio di Benedetto Marcello Il trionfo della poesia e della musica, l'opera Orione di Francesco Cavalli, Andromeda liberata e nove concerti inediti di Antonio Vivaldi con il violinista Giuliano Carmignola. Altre opere eseguite sono state il Siroe di Georg Friedrich Händel, l'Olimpiade di Domenico Cimarosa, La Morte di Adone di Benedetto Marcello e Il Vespro di Natale di Claudio Monteverdi.

## Discografia
- 2000 - Antonio Vivaldi, Le quattro stagioni (Sony Classical, SK-51352)
- 2001 - Johann Sebastian Bach, Bach arias (Sony Classical, SK-89924)
- 2001 - Antonio Vivaldi, Late concertos (Sony Classical, SK-89362)
- 2004 - Antonio Vivaldi, Andromeda liberata, con La Stagione Armonica (Archiv Produktion, 477.098.2)
- 2005 - Concerto veneziano, con Giuliano Carmignola (Archiv Produktion)
- 2006 - Antonio Vivaldi, 5 Violin Concertos, con Giuliano Carmignola (Archiv Produktion) - include brani inediti conservati alla Biblioteca di Torino
- 2006 - Antonio Vivaldi, Concerti e Sinfonie per archi (Archiv Produktion)
- 2007 - Georg Friedrich Händel, Ah! mio cor, con Magdalena Kožená (Archiv Produktion)
- 2007 - Antonio Vivaldi, Amor sacro, con Simone Kermes (Archiv Produktion)
- 2008 - Antonio Vivaldi, Amor profano, con Simone Kermes (Archiv Produktion)
- 2008 - Antonio Vivaldi, Concertos for 2 Violins, con Giuliano Carmignola e Viktoria Mullova (Archiv Produktion)
- 2009 - Antonio Vivaldi, Concerto per violino, con Giuliano Carmignola (Archiv Produktion)
- 2009 - Antonio Vivaldi, Opera and Oratorio Arias, con Magdalena Kozená (Archiv Produktion)
- 2009 - Concerto Italiano, musiche di Domenico Dall'Oglio, Pietro Nardini, Antonio Lolli, Michele Stratico; con Giuliano Carmignola (Archiv Produktion)
- 2010 - Rosso. Italian Baroque Arias, con Patricia Petibon (Deutsche Grammophon)
- 2011 - Viva! Simone Kermes sings Vivaldi (Archiv Produktion)
- 2013 - Nicola Porpora, Farinelli. Porpora Arias, con Philippe Jaroussky (Erato) - decima posizione in Francia